# 片山村 (埼玉県)
片山村（かたやまむら）は、埼玉県北足立郡に存在した村。
1955年（昭和30年）3月1日、大和田町との合併による新座町の成立により消滅。

## 地理
- 埼玉県北足立地域の荒川右岸（旧新座郡域）に位置する。
- 2006年現在における新座市南部にあたる。

## 歴史
- 1875年4月8日 野寺村、中沢村、十二天村、下中沢村、下片山村、石神村、原ケ谷戸村、辻村、掘ノ内村、栗原村が合併し、片山村が発足する。
- 1889年4月1日 - 町村制施行。片山村1村がそのまま新座郡片山村となる。
- 1896年3月29日 - 新座郡の北足立郡への編入に伴い、所属郡が北足立郡となる。
- 1955年3月1日 - 大和田町と合併し、新座町が成立。片山村は消滅した。

## 地域

### 教育
- 片山村立片山小学校（旧 黒目小学校）
- 片山村立片山中学校

## 交通

### 鉄道
- 片山村廃止当時（1955年3月1日）村内には駅が無い。
- 村西部から南東部に西武池袋線東久留米駅、田無町駅、保谷駅がある。